# Шолодонов, Василий Иванович
Василий Иванович Шолодонов (бел. Васіль Іванавіч Шаладонаў; 10 июля 1948, деревня Грабьё — 1 марта 2007, Минск) — генеральный прокурор Беларуси, заслуженный юрист Беларуси.

## Биография

Могила Шолодонова на Восточном кладбище Минска.

Василий Шолодонов родился 10 июля 1948 года в деревне Грабьё (ныне Октябрьский район Гомельской области Белоруссии). С 1966 года работал на нефте- и газодобывающих предприятиях. Позднее окончил юридический факультет Белорусского государственного университета, работал в органах прокуратуры в Гомельской области. Избирался депутатом, заместителем Председателя Верховного Совета Белорусской ССР.
С 23 декабря 1992 до 1995 года Шолодонов работал Генеральным прокурором Республики Беларусь. Руководил парламентской комиссией Верховного Совета Республики Беларусь, затем отделением посольства Белоруссии в Санкт-Петербурге.
Умер 1 марта 2007 года, похоронен на Восточном кладбище Минска.
Заслуженный юрист Белоруссии. Был также награждён рядом медалей.